# Wiele hałasu o Szekspira
Wiele hałasu o Szekspira (oryginalny tytuł Much Ado About Something) – australijski film dokumentalny Michaela Rubbo o angielskim dramatopisarzu Williamie Szekspirze z 2001.
Autor dedykował film Christopherowi Marlowe.

## Opis fabuły
Obraz australijskiego reżysera jest próbą zastanowienia się nad coraz bardziej roztrząsaną przez badaczy kwestią autorstwa sztuk przypisywanych od wieków Williamowi Szekspirowi. Dla wielu historyków teatru Szekspir nie byłby w stanie napisać sztuk, które wymagały tak wielkiej erudycyjności i znajomości np. realiów włoskich. Stąd hipoteza, iż prawdziwym autorem dramatów i komedii był Christopher Marlowe − szpieg, ateista i poeta urodzony w tym samym roku, co Szekspir. Marlowe miał jednak zginąć zanim jeszcze wystawiono sztukę Wiele hałasu o nic. Czy zginął jednak naprawdę? Czy może zabójstwo upozorowano, a sam buntownik zbiegł do Włoch? A może autorem Wieczoru Trzech Króli był Francis Bacon?

## Obsada
- Michael Rubbo – narrator / on sam
- John Baker – on sam
- Frieda Barker – ona sama
- Peter Barker – on sam
- Tony Barry  – on sam
- Jonathan Bate – on sam
- Peter Farey – on sam
- Andy Gurr – on sam
- Calvin Hoffman – on sam
- John Hunt – on sam
- Sue Hunt – ona sama
- George Metcalfe – on sam
- John Michell – on sam
- Charles Nicholl – on sam
- Mark Rylance – on sam
- Colin Saxby – on sam
- Dolly Walker Wraight – ona sama
- Stanley Wells – on sam